# 문산고등학교
문산고등학교(文山高等學校)는 대한민국 경기도 파주시 문산읍 당동리에 있는 공립 고등학교이다.

## 학교 연혁
- 1961년 2월 28일 : 임진고등학교 설립 인가(3학급)
- 1961년 4월 10일 : 개교식 거행(개교기념일)
- 1961년 5월 30일 : 초대 석성균 교장 취임
- 1964년 1월 25일 : 제1회 졸업식(44명)
- 1965년 8월 26일 : 문산고등학교로 교명 변경
- 1989년 2월 23일 : 중/고등학교 교사 위치 교환
- 1991년 7월 31일 : 사격장 준공(270평방미터)
- 1996년 7월 1일 : 체육관 준공(연면적 1,165평방미터)
- 1998년 9월 15일 : 멀티미디어 교육시스템 구축
- 2000년 6월 13일 : 교훈탑 제막
- 2003년 3월 1일 : 도교육청 지정 교육과정 연구학교 운영
- 2007년 5월 19일 : 글뫼 나눔정 완공
- 2009년 10월 27일 : 종합학습관 신축 및 준공
- 2012년 3월 1일 : 과목중점형(수학,과학,영어) 교과교실제 교육과정 운영
- 2014년 3월 1일 : 혁신학교 준비교 지정 운영
- 2014년 12월 31일 : 2014년도 경기도 그린스쿨 인증서 수여
- 2017년 3월 1일 : 경기혁신교육 교육과정클러스터 거점형 운영
- 2018년 2월 8일 : 제55회 졸업식(129명, 연인원 8,549명)
- 2020년 4월 1일 : 고교학점제 선도학교 운영
- 2023년 12월 29일 : 제61회 졸업식(114명)
- 2024년 3월 1일 : 제19대 표윤철 교장 취임
- 2024년 3월 4일 : 제64회 입학(118명)
- 2025년 3월 4일 : 제65회 입학(120명)

## 참고 자료
- 문산고등학교 - 한국교육학술정보원 학교알리미